# Moulins-sur-Tardoire
Moulins-sur-Tardoire é uma comuna francesa na região administrativa da Nova Aquitânia, no departamento de Charente. Estende-se por uma área de 21.88 km². Em 2010 a comuna tinha 792 habitantes (densidade: 36,2 hab./km²).
Foi criada em 1 de janeiro de 2019, a partir da fusão das antigas comunas de Vilhonneur (sede da comuna) e Rancogne.